# Lucifotychus testaceus
Lucifotychus testaceus är en skalbaggsart som först beskrevs av Thomas Casey 1884.  Lucifotychus testaceus ingår i släktet Lucifotychus och familjen kortvingar. Inga underarter finns listade i Catalogue of Life.